# Moby Grape
Moby Grape é um banda de rock estadunidense da década de 1960, conhecida pela contribuição de todos os seu integrantes nos vocais e composições e que mesclava elementos de folk music, blues, country e jazz com rock. 
Devido à força de seu álbum de estréia, vários críticos consideram o Moby Grape como a melhor banda de rock a emergir do cenário musical de São Francisco no final dos anos 1960. Apesar de não lançar mais álbuns inéditos, o grupo continua a se apresentar ocasionalmente.

## Discografia
- Moby Grape (1967)
- Wow/Grape Jam (1968)
- Moby Grape '69 (1969)
- Truly Fine Citizen (1969)
- 20 Granite Creek (1971)
- Great Grape (1973)
- Fine Wine 1976 (lançado apenas na Alemanha)
- Live Grape (1978)
- Moby Grape '84 (1984)
- Legendary Grape(1989) (lançado apenas em cassete)
- Vintage: The Very Best of Moby Grape  (1993)
- Legendary Grape (2003) (relançameno em CD da versão em cassete)
- Cross Talk: The Best of Moby Grape (2004)
- Listen My Friends! The Best of Moby Grape (2007)